# Schwere Reiter (Theater)

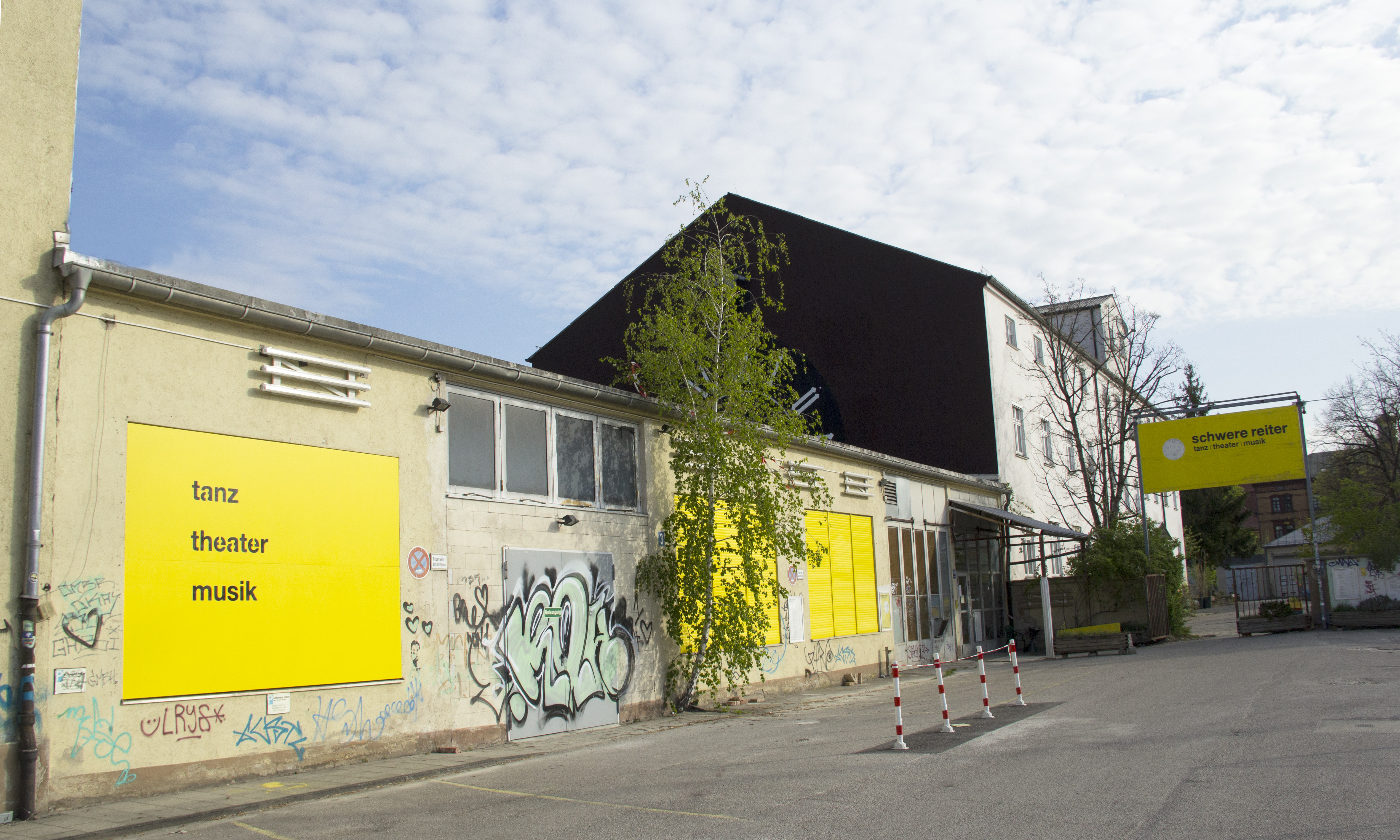
Eingang Spiel- und Produktionsstätte Schwere Reiter in München, 2020

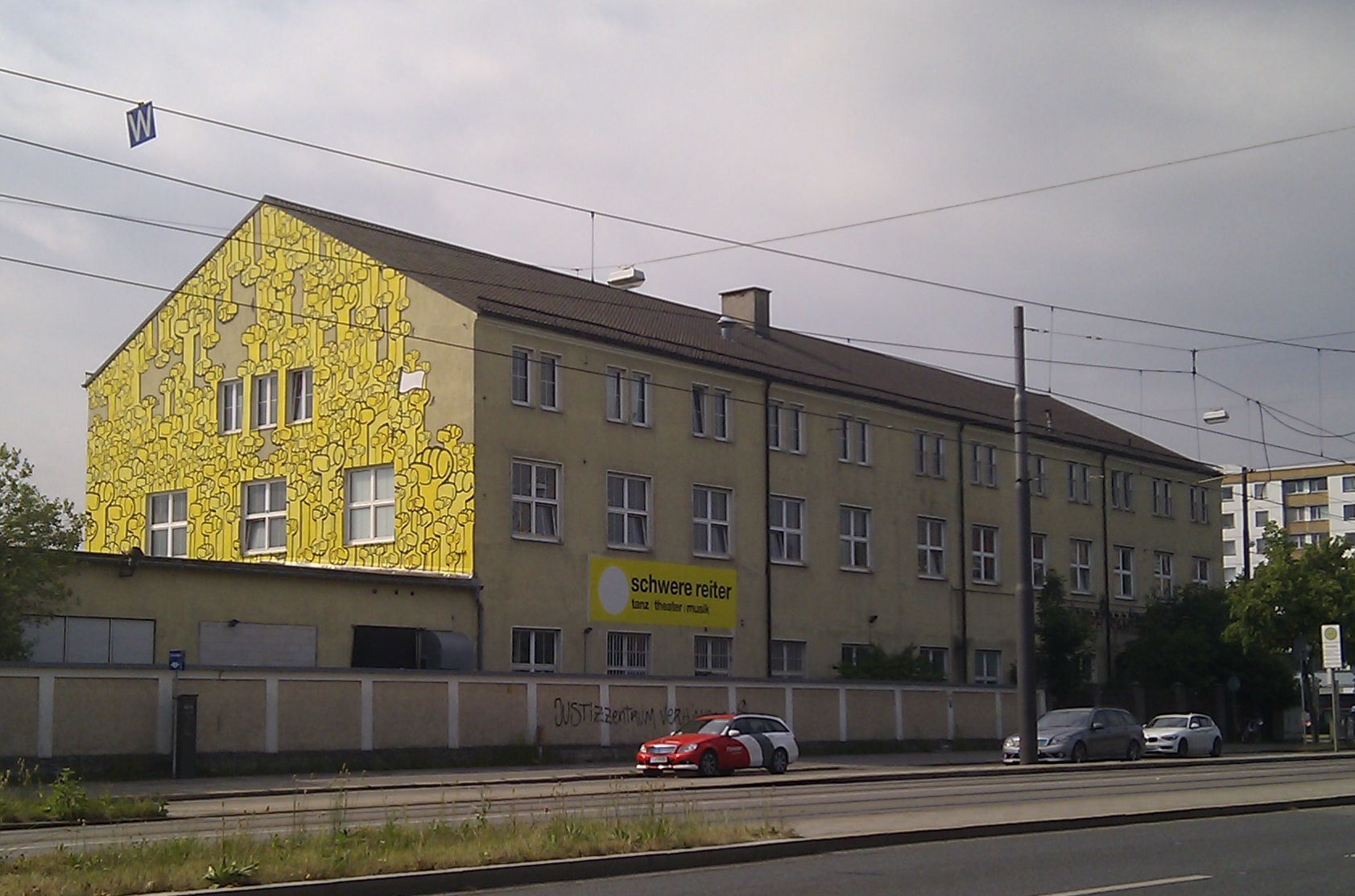
Gebäude am Leonrodplatz, 2014

Das Schwere Reiter ist eine Produktions- und Spielstätte in München, die von Tanztendenz München, Pathos München und scope – Spielraum für aktuelle Musik betrieben und vom Kulturreferat der Stadt München gefördert wird. Es ist Teil des Kreativquartiers.
Die Spielstätte am Leonrodplatz, an der Dachauer Straße Ecke Schwere-Reiter-Straße, präsentiert seit 2008 zeitgenössische Produktionen, Kooperationen und Gastspiele aus den Sparten Tanz, Theater und Musik. Es verfügt über eine Veranstaltungshalle und einen Probenraum. Im Herbst 2021 bezog das Schwere Reiter das neue Gebäude, das gegenüber dem Eingang seit Juli 2020 entstand.

## Hintergrund
Das Schwere Reiter liegt auf dem Gelände der ehemaligen Luitpold-Kaserne an der heutigen Schwere-Reiter-Straße in München. Im Jahr 2008 entstand die Produktions- und Spielstätte auf Initiative von Tanztendenz München e.V., Pathos München e.V. (damals noch als Pathos Transport Theater) und Kunstbahnsteig von Karl Wallowsky. Das Schwere Reiter wurde einer der Spielorte für die freie Szene in München und zeigt Produktionen aus den Bereichen Tanz, Theater und Musik, insbesondere im Rahmen der städtischen Festivals Münchener Biennale, Spielart, Dance, Rodeo, Tanzwerkstatt Europa, Think Big! und Rampenlichter. Die drei Partner vertreten ihre Kunstsparte jeweils eigenverantwortlich. Das Schwere Reiter hat seit seiner Gründung einen festen Platz im kulturellen Angebot der Stadt München und wird bis heute vom Kulturreferat der Landeshauptstadt unterstützt. Ende Juli 2018 gab Karl Wallowsky seinen Abschied bekannt. An seiner Stelle übernahm Christiane Böhnke-Geisse mit scope – Spielraum für aktuelle Musik im Januar 2019 die musikalische Sparte.
Das Schwere Reiter ist Teil des entstehenden Kreativquartiers. 2018 wäre die Nutzungsgenehmigung der Spielstätte wegen Baufälligkeit erstmals ausgelaufen. Im November 2018 gab Kulturreferent Georg Küppers bekannt, dass nach zehnjährigen Überlegungen ein Neubau kommen und im Anschluss die bisherige Halle abgerissen werden solle. Die Stadt München entschied sich für den Neubau, nachdem für eine Renovierung der bestehenden Halle mehr als 80 Prozent der Kosten für den Neubau angefallen wären. Die Entwürfe für das neue Schwere Reiter direkt gegenüber der bisherigen Halle stammen von dem Münchner Architekturbüro Mahlknecht Herrle, das eine „temporäre Übergangslösung“ hervorhebt. Laut Stadtratsbeschluss vom 27. November 2019 wird der Neubau von der städtischen Münchner Gewerbehof- und Technologiezentrumsgesellschaft (MGH) verantwortet, die für das gesamte Kreativlabor als städtische Beteiligungsgesellschaft verantwortlich zeichnet. Ursprünglich hätten die Bauarbeiten bereits 2019 abgeschlossen werden sollen. Sie begannen schließlich im Juli 2020. Der offizielle Spatenstich mit Bürgermeisterin Katrin Habenschaden und Kulturreferent Anton Biebl fand am 9. September 2020 statt; die Dauer der Nutzung des Interimsgebäudes wurde zu diesem Zeitpunkt als abhängig von der weiteren Entwicklung des Kreativlabors beschrieben. Der Betrieb im Schwere Reiter ist bis Herbst 2021 geduldet. Am Wochenende 17./18. September 2021 wurde das Schwere Reiter neueröffnet.